# بارني روس
بارني روس (بالإنجليزية: Barney Ross)‏ مواليد 23 ديسمبر 1909 في نيويورك - الوفاة 17 يناير 1967 في شيكاغو، كان ملاكم أمريكي سابق صنّف ضمن فئة وزن الوسط.

## إحصائيات
خاض خلال مسيرته 81 نزالا، فاز في 72 وتعادل في 3 وخسر في 4. فاز بالضربة القاضية في 22 نزالا.

## روابط خارجية
- بارني روس على موقع بوكس ريك (الإنجليزية) (registration required)